# Тенгулы
Тенгулы — село в Мариинском районе Кемеровской области. Входит в состав Благовещенского сельского поселения.

## География
Центральная часть населённого пункта. Находится на высоте 125 метров над уровнем моря. Расположена на берегах речки Тегула (левый приток р. Кия), в 18 км северо-восточнее города Мариинска.

## История
Деревня Тингулинская (Тенгулинская, Тунгулинская — в разных письменных источниках XIX века упоминается по-разному) появилась, вероятнее всего, в XVIII веке или ранее — как стоянка сибирских тюрков. Здесь, близ Мариинска, часто встречаются селения с наименованиями, основанными на корне «…гулы» — с тюркских языков означающие «селения людей». В начале XIX века в селении стали преобладать славяне. Имеются упоминания, что к приходу волостного православного храма в 1830-х гг. относились жители селений Баимское, Тингилинское, Антибесское, Верх-Чебулинское Кийской волости… Также, в процессах преобразований местных волостей, упоминается селение Тенгулинское (Тунгулинское) в 1855 году. В официальном «Списке населённых мест Томской губернии на 1899 год» (Томск, 1899), на страницах 166—167, указывается деревня Тунгулинская (на берегах речки Тенгула), в котором тогда имелись 87 дворов жилых семей (здесь жили 246 лиц мужского пола и 256 лиц женского пола), одна мельница, одна начальная школа грамотности, и питейное заведение. В конце XIX — начале XX века деревня относилась к Тюменевской волости Мариинского уезда Томской губернии. В период с 1900 по 1912 гг. население деревни значительно увеличилось за счёт крестьян-переселенцев, добровольно приехавших на освоение земель Сибири из западных губерний Российской Империи.
С января 1920 года здесь установилась советская власть. Деревня Тенгулинская (Тегулы) в 1910—1925 году относилась к Верхне-Чебулинской волости Мариинского уезда Томской губернии РСФСР.
В 1924 году была попытка Сибревкома создать Верхне-Чебулинский район, однако инициатива не была поддержана ВЦИК РСФСР. С августа 1925 года деревня была включена в состав Мариинского района Томского округа Сибирского края РСФСР (СССР).
Затем территория края на месте современного Кузбасса реорганизовывалась сначала в состав Западно-Сибирского края (1930—1937), затем в состав Новосибирской области РСФСР, и, наконец, с 1943 была отнесена к вновь созданной Кемеровской области.

## Население
По данным Всероссийской переписи населения 2010 года, в селе Тенгулы проживает 309 человек (140 мужчин, 169 женщин).

## Известные личности
- В 1922 году в деревне Тенгулы родилась Анна Константиновна Мержвинская (1922—1991) — будущий известный известный в стране работник сельского хозяйства, ставшая в Омской области Героем Социалистического Труда (1966).